# Mahakam
Mahakam nebo Kutai (indonésky Sungai Mahakam) je řeka ve východní části ostrova Borneo v provincii Východní Kalimantan v Indonésii. Je přibližně 720 km dlouhá. Povodí má rozlohu přibližně 80 000 km².

## Průběh toku
Na horním toku má horský charakter a v korytě se vyskytuje mnoho peřejí. Na dolním toku protéká převážně bažinatou rovinou. Ústí do Makasarského průlivu mezi Celebeským a Jávským mořem v Tichém oceánu, přičemž vytváří rozsáhlou deltu.

## Vodní stav
Řeka má velké množství vody po celý rok.

## Využití
Na řece je rozvinuté rybářství a plaví se po ní dřevo. Na dolním toku je možná vodní doprava. Leží na ní město Samarinda.